# محسن پزشکپور
محسن پزشکپور (زادهٔ ۲ اسفند ۱۳۰۶ در تهران – درگذشته ۱۶ دی ۱۳۸۹ در تهران) سیاستمدار و حقوق‌دان ایرانی بود. وی بنیان‌گذار حزب پان ایرانیست، از بنیان‌گذاران حزب ملت ایران، و همچنین نماینده مجلس شورای ملی در دوره‌های بیست و دوم و بیست و چهارم بود.
محسن پزشکپور در ۱۳۴۶، در بیست و دومین دوره مجلس شورای ملی، وارد این مجلس شده بود. وی در سال ۱۳۴۹ نطق خود در اعتراض به جدایی بحرین از ایران خواند که در یادها مانده‌است. پزشکپور در سال ۱۳۵۹ از ایران خارج شد و در سال ۱۳۷۰ به کشور بازگشت.

## زندگی
محسن پزشکپور در ۲ اسفندِ ۱۳۰۶ در منزلی که متعلق به خانواده مادری‌اش بود، در کوچه قلمستان در خیابان امیرآباد، تهران به‌دنیا آمد. پدرش مسئولیت اداره مالیه در ولایات ثلاث به مرکزیت ملایر بود. به‌همراه مادرش، پیش پدرش رفتند؛ و به‌همین خاطر شناسنامه وی به‌نام ملایر ثبت شد. وی پس از بازگشت به تهران، تحصیلات دوره ابتدایی‌اش را در دبستان علامه و سپس با برادرش حسن پزشکپور، در دبستان امیرمعزی درس خواند. دوران نوجوانی وی مصادف شد با اشغال ایران توسط نیروهای روس و انگلیس. او که در دبیرستان البرز تحصیل می‌کرد، به همراه چندتن از دوستان جوانش، به مبارزه با نیروهای اشغالگر پرداختند که بعداً جنبش آنها پان‌ایرانیسم نام گرفت.

## فعالیت سیاسی

### پان‌ایرانیسم و حزب پان ایرانیست
در سال ۱۳۲۶ محسن پزشکپور، به‌همراه چند تن از دوستان جوانش نظیر داریوش فروهر، علیرضا رئیس، خداداد فرمانفرمائیان و محمدرضا عاملی تهرانی، مکتب پان‌ایرانیسم پایه‌گذاری کردند؛ همچنین افراد این مکتب، به‌هنگام اشغال آذربایجان، به مبارزه با بیگانگان پرداخته بودند. گفته می‌شود او و دوستانش شعارهایی را علیه نیروهای روسی و انگلیسی برروی دیوارهای می‌نوشتند. در سال ۱۳۳۰ حزب پان ایرانیست رسماً تشکیل شد. در همان موقع بود که حزب ملت ایران نیز بر پایه پان‌ایرانیسم انشعاب یافت. در هنگام ساخت نارنجک دستی، علیرضا رئیس کشته شد و محسن پزشکپور به‌پاسداشت او، بیانیه‌ای را منتشر کرد که به‌نوعی اولین مرامنامه حزب پان ایرانیست به‌حساب می‌آمد.

### فرمان رئیس
پزشکپور اولین بیانیه و به‌نوعی اولین مرام‌نامه حزب پان ایرانیست را منتشر کرده‌است. این بیانیه به‌پاسداشت علیرضا رئیس نوشته‌شده بود:
«ما بنیان‌گذاران انجمن که نخستین پایه ایران‌پرستی را بر روی شانه‌های خود برپا کردیم، به خدای خود و شرافت انجمن خود … سوگند یاد می‌کنیم که برای همیشه و تا ابد، جز پان‌ایرانیسم برای خود آرزویی تشخیص ندهیم و انجمن و ایران را جز به سوی این آینده درخشان و دوست‌داشتنی نرانیم».

## مجلس شورای ملی
محسن پزشکپور، از نماینده‌های مجلس شورای ملی در دوره‌های بیست و دوم و بیست و چهارم و همچنین رهبر گروه پارلمانی پان‌ایرانیست بود.

## اعتراض به جدایی بحرین
محسن پزشکپور از مخالفان سرسخت جدایی بحرین از ایران بود. وی همچنین تنها نماینده مجلس شورای ملی ایران بود که پشت جایگاه سخنرانی مجلس قرار گرفت و در یک سخنرانی بغض آلود و آتشین، مخالفت بی چون و چرای خود را با جدایی بحرین از ایران اعلام کرد و خواستار استیضاح دولت امیرعباس هویدا شد.

## پروژه تاریخ شفاهی ایران
شرح زندگی محسن پزشکپور، در پروژه تاریخ شفاهی ایران به‌کوشش حبیب لاجوردی ثبت شده‌است.

## درگذشت
محسن پزشکپور، در تاریخ ۱۶ دی ۱۳۸۹ در تهران در پی یک بیماری طولانی درگذشت. وی هنگام مرگ ۸۲ سال داشت.

### خاکسپاری مخفیانه
بنا به گزارش اعضای حزب پان ایرانیست ایران و چندین سایت خبری، پیکر محسن پزشکپور یکشنبه شب به‌طور مخفیانه در بهشت سکینه کرج به خاک سپرده شد.
پیش از این، خانواده و نزدیکان محسن پزشکپور اعلام کرده بودند که مراسم خاکسپاری در صبح روز دوشنبه برگزار خواهد شد. اما بدستور وزارت اطلاعاتِ جمهوری اسلامی خانواده آقای پزشکپور مجبور شدند پیکر او را شبانه و با حضور نیروهای امنیتی به خاک بسپارند.

## میراث
پس از آغاز تهاجم عراق علیه ایران در ۱۳۵۹ خورشیدی، پان ایرانیست‌ها (حزب پان ایرانیست و حزب ملت ایران) تنها گروه اپوزیسیون جمهوری اسلامی بودند که به شرکت در جنگ فراخوان دادند.
محسن پزشکپور نخستین فردی بود که عنوان «دفاع مقدس» را بر جنگ ایران و عراق نهاد.